# Carry-le-Rouet
Carry-le-Rouet is een gemeente in het Franse departement Bouches-du-Rhône (regio Provence-Alpes-Côte d'Azur). De plaats maakt deel uit van het arrondissement Istres. Carry-le-Rouet telde op 1 januari 2022 5.717 inwoners. In de gemeente ligt spoorwegstation Carry-le-Rouet.
Een bekende bewoner was Nina Simone, die de laatste jaren van haar leven hier woonde en er op 21 april 2003 overleed.

## Geografie
De oppervlakte van Carry-le-Rouet bedroeg op 1 januari 2022 10,1 vierkante kilometer; de bevolkingsdichtheid was toen 566 inwoners per km².
De onderstaande kaart toont de ligging van Carry-le-Rouet met de belangrijkste infrastructuur en aangrenzende gemeenten.

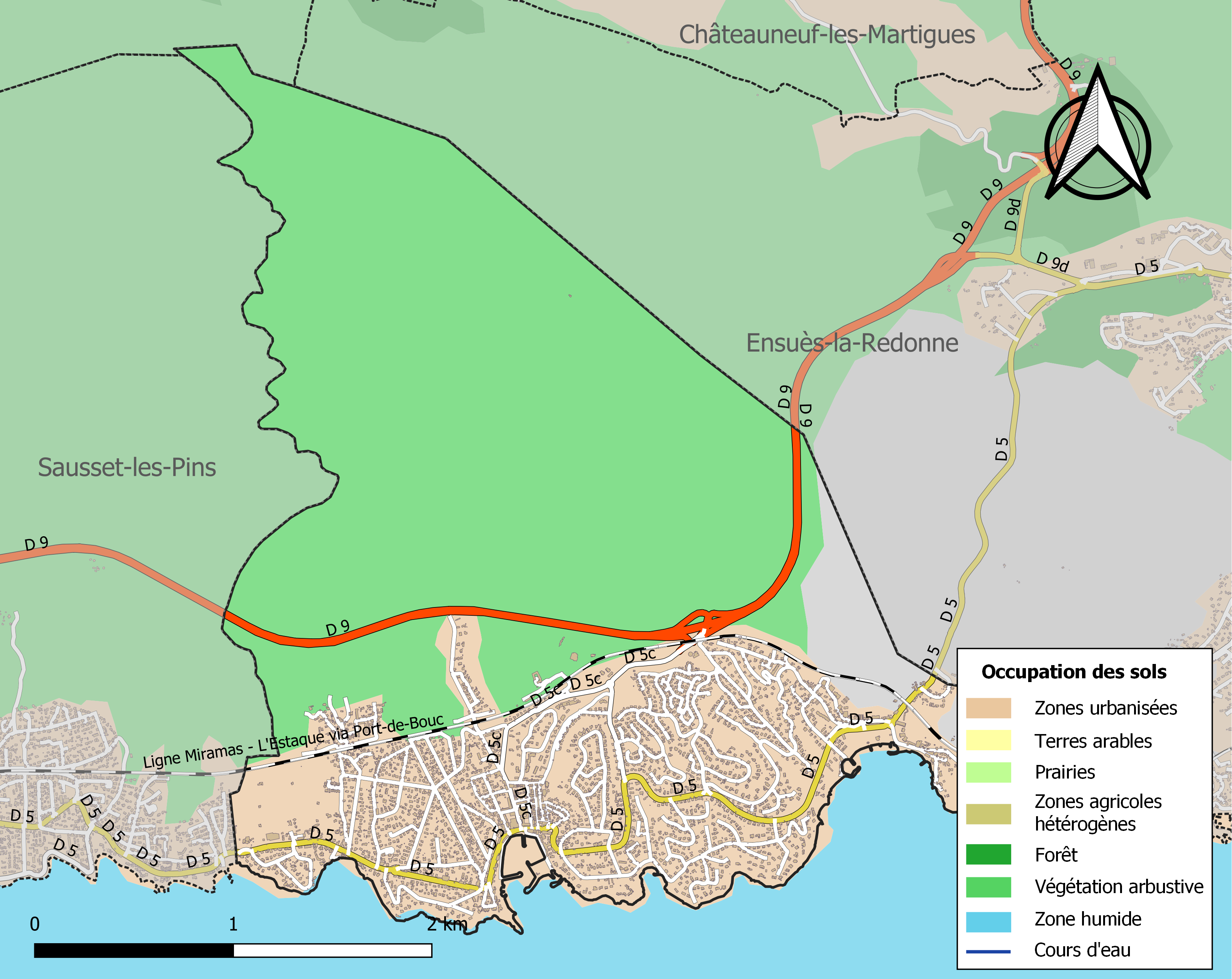

## Demografie
Onderstaande figuur toont het verloop van het inwonertal (bron: INSEE-tellingen).
Vanwege een beveiligingsprobleem met de MediaWiki Graph-software is het momenteel niet mogelijk deze grafiek weer te geven. Zodra de software is bijgewerkt zal de grafiek vanzelf weer zichtbaar worden.